# پل کروختن
پل کروختن (انگلیسی: Pol Cruchten)، (زاده ۳۰ ژولای ۱۹۶۳ – درگذشته ۳ ژولای ۲۰۱۹) تهیه‌کننده و کارگردان سینما اهل لوکزامبورگ بود.
فیلم او با عنوان شب عروسی – پایان ترانه(Wedding Night – End of the Song) در بخش نوعی نگاه جشنواره فیلم کن ۱۹۹۲ به نمایش درآمد.
پل کروختن شناخته شده‌ترین فیلم‌ساز اهل لوکزامبورگ است. ۳ نوبت فیلم‌های او شامل: رازهای کوچک (۲۰۰۶) در هشتادمین دوره جوایز اسکار، هرگز جوان نمیر (۲۰۱۳) در هشتاد و هفتمین دوره جوایز اسکار و صداهایی از چرنوبیل (۲۰۱۶) در هشتاد و نهمین دوره جوایز اسکار به عنوان نماینده سینمای لوکزامبورگ به بخش جایزه اسکار بهترین فیلم بین‌المللی معرفی شدند که هیچ‌کدام در بین نامزدهای اصلی قرار نگرفتند.

## فیلم‌شناسی
جایی در اروپا (۱۹۸۴)
شب عروسی – پایان ترانه (۱۹۹۲)
تک تیرانداز (۱۹۹۴)
دوژوی سیاه (۱۹۹۶)
پسران در حال فرار (۲۰۰۱)
رازهای کوچک (۲۰۰۶)
هرگز جوان نمیر (۲۰۱۳)
صداهایی از چرنوبیل (۲۰۱۶)